# Картер, Лесли
Ле́сли Ба́рбара Ка́ртер (англ. Leslie Barbara Carter; 6 июня 1986, Тампа, Флорида, США — 31 января 2012, Уэстфилд, штат Нью-Йорк, США) — американская певица, автор песен, пианистка и кларнетистка.

## Биография

### Ранние годы
Лесли Барбара Картер родилась 6 июня 1986 года в Тампе (штат Флорида, США) и стала третьим ребёнком из пяти детей Роберта Джина Картера и Джейн Элизабет Картер (в девичестве Сполдинг), которые развелись в 2003 году. Лесли стала третьим ребёнком из пяти детей в семье, её братья и сёстры: брат Ник (род. 1980), сестра Бобби Джин (1982 — 2023), брат и сестра-близнецы Аарон (1987 — 2022) и Эйнджел (род. 1987).

### Карьера
В 1999 году Лесли подписала контракт с музыкальным лейблом DreamWorks Records и приступила к записи своего дебютного альбома. Альбом было запланировано выпустить в июне 2000 года, но DreamWorks Records отказались выпускать альбом, тем не менее он просочился в интернет.
Её единственный официальный сингл, «Like Wow!», был выпущен в январе 2001 года и стал саундтреком к оскароносному мультфильму «Шрек». Песня получила положительные отклики и достигла 15-й позиции в «Hot 100».
В 2006 году Лесли участвовала в семейном реалити-шоу «House of Carters».

### Личная жизнь
12 сентября 2008 года Лесли вышла замуж за своего давнего возлюбленного — Майка Эштона. Вскоре после свадьбы молодожёны переехали в Канаду, где 1 апреля 2011 года Лесли родила их единственного ребёнка — дочь Алиссу Джейн Эштон.
31 января 2012 года 25-летняя Лесли, которая ранее жаловалась на плохое самочувствие, была найдена без признаков жизни своим отцом в его доме в Уэстфилде (округ Шатокуа, штат Нью-Йорк), где он живёт со своей женой Джинджер и их сыном. По прибытии в «Westfield Memorial Hospital» Лесли была объявлена мёртвой. По сообщениям, девушка скончалась от случайной передозировки лекарственных средств, которыми она лечилась от психических расстройств и была сильно от них зависима в конце жизни.